# Jan Bém
Pour les articles homonymes, voir Bém.
Jan Bém (né le 24 novembre 1917 et décédé le 29 mai 2005) est un athlète tchécoslovaque spécialiste du saut à la perche.

## Biographie

### Palmarès
| Date | Compétition           | Lieu | Résultat | Performance |
| ---- | --------------------- | ---- | -------- | ----------- |
| 1946 | Championnats d'Europe | Oslo | 3e       | 4,10 m      |

### Records
| Épreuve          | Performance | Lieu   | Date         |
| ---------------- | ----------- | ------ | ------------ |
| Saut à la perche | 4,16 m      | Prague | 24 août 1946 |